# 20 minutes
20 minutes è un quotidiano d'informazione generale gratuito francese rivolto ai pendolari. È pubblicato da Schibsted e Gruppo SIPA - Ouest-France. Esiste anche un 20 minuti in versione spagnola che è distribuito da Schibsted e dal Gruppo Zeta in Spagna e uno svizzero 20 minuti, sia in lingua francese che in quella tedesca ed è pubblicato da Tamedia.
Nell'iniziativa La Grande Parigi, Ipsos e il CESP hanno confermato una tiratura di 805 000 copie con un pubblico di 2.339.000 lettori. 20 minuti sostiene che i suoi lettori sono "giovani cittadini urbani (15-40 anni) che in misura minore consumano i tradizionali quotidiani."
Il francese 20 minuti è stato lanciato a Parigi il 15 marzo 2002, e presto diffusosi in 7 altre aree urbane della Francia, tra cui, in ordine di grandezza, le città di Lione, Marsiglia, Tolosa, Nantes, Nizza, Strasburgo, Bordeaux e Lilla. Ogni edizione include sia le pagine nazionali che le sezioni regionali.
Il nome 20 minuti si riferisce al tempo medio che un pendolare europeo passa sui mezzi pubblici ogni feriale.